# Общество на Небето и Земята
Обществото на Небето и Земята (на традиционен китайски: 天地會; Тиа̀н Дѝ Хуѝ) е братска организация, основана в Китай, вероятно през 18 век. След като се разпространява през различните провинции, започва да се разделя на много групи, всяка от тях със свое собствено име, две от тях са Хонгмен и Санхехуи. Организацията Хонгмен днес се счита за директен наследник на Обществото на Небето и Земята, въпреки че много престъпни групировки използват същото име.
По време на Британското управление на Хонгконг, всички Китайски тайни общества са били определяни като престъпни организации и считани за Триади, въпреки че Хонгмен са се различавали от останалите организации. Името на „Обществото на Трите Хармонии“ (на китайски Санхехуи) е източника на термина „Триада“, който се е превърнал в синоним на Китайската Организирана престъпност. Поради лошата репутация, с която се сдобива Обществото на Небето и Земята, то е обявено за нелегална организация в Хонгконг.
В Западния свят Обществото на Небето и Земята е адресирано и като „Китайските масони“, поради приликите между двете организации – квази-религиозните аспекти, използването на езотеричен символизъм и множеството под-групи. Въпреки тези прилики, двете организации имат различен произход, етични кодекси и предназначения.

## История
Според Келвин Бекъм Чоу, член на организацията, Обществото на Небето и Земята е основано по времето на управлението на Император Канси (1654 – 1772). Въпреки това независимо проучване установява, че организацията е основана някога през 60-те години на 18 век.
Всички основатели – Ти Кси, Ли Амин, Зу Дингюан и Тао Юан – идват от град Джанджоу, провинция Фудзиен, Източен Китай, на границата с провинция Гуандун. Те напускат Джанджоу и отиват в провинция Съчуан, където се присъединяват в култ, който обаче не им допада. Ти Кси скоро напуска и отива в Гуандун, където се сдобива с последователи. През 1761 г. се завръщат във Фудзиен и заедно с последователите си основава Обществото на Небето и Земята.
Един век по-рано Династията Цин криминализира членуването в подобни общества, което ги подтиква към включването им в анти-Цин съпротивата, за която те служат като модел на обществена организация. През 18 век броят на тайните общества в Китай се увеличават, като някои от които са изцяло посветени на свалянето на управлението на Цин. Такава организация е и Обществото на Небето и Земята, която действа в провинция Фудзиен до 1766. През 1767 г. Лу Мао от организацията, започва кампания за грабеж, с която да подкрепи финансово революционните си дейности.
От тогава членовете на обществото започват да твърдят, че то е създадено от верноподаници на Династия Мин и петима монаха, оцелели след като манастира Шаолин е унищожен от Цин, като основната им цел е да „Унищожат Цин и да върнат Мин“.
През втората половина на 19 век клонове на Хонгмен са формирани в отвъдокеански китайски общества в САЩ, Австралия и Канада.
След като династията Цин е свалена през 1911 г., Хонгмен се оказват организация без ясна цел. След това тя се разделя на две части – едната е извън Китай и се превръща в братска организация, подобна на масонството, откъдето идва и израза „Китайски масони“. Втората група остава в Китай и тъй като членовете и вече не може да разчита на подкрепа от местното население и не са свикнали с цивилен живот след толкова години прикриване, прибягват до престъпни дейности.

## Хонгмен днес
Твърди се че Хонгмен е организация с над 300 000 члена днес, като множеството от тях са концентрирани в Тайван. Предимно членове са етнически китайци, но има и японски и бели американски членове. Организацията е разделена на приблизително 180 под-групи. Най-голямата от тях, Ву Шенг Шан, се състои от около 180 000 члена. Членове са предимно представители на работническата класа, а също така и военни от Тайван.
Членовете на Хонгмен по целия свят са запазили оригиналните си традиции: почитат Гуанг Ю, видна китайска историческа фигура, който се отличава с патриотизма и верността си, изпълняват еднакви ритуали и тайни ръкостискания.

### Хонгконг
Днес Хонгмен е нелегално общество в Хонгконг, заради връзките им с Триадите.

### Тайван
За разлика, в Тайван, Хонгмен е не само легално общество, но и влиятелно в политиката. Това е така, защото Сун Ятсен, основателя на Република Китай е членувал в организацията, както и националиста Чан Кайшъ.
Поради революционния характер на Хонгмен, бъдещето ѝ е неясно след като централното правителство на Република Китай се премества в Тайван. За дълго време Република Китай не позволява на Хонгмен да действат на открито.
Под влиянието на Чан Кайшъ Хонгмен се опитват да останат тайно общество, но в последни години дейностите им стават по-открити.
Организацията има и бизнес интерес и откриват школи по бойни изкуства в Тайван.

### Народна Република Китай
В Народна Република Китай Хонгмен действат като политическа партия. Ван Ган, вицепрезидент на партията, е единствения министър в китайското правителство, който не е член на комунистическата партия.